# Формула-1 — Гран-прі Канади 2008
Гран-прі Канади 2008 року — сьомий етап чемпіонату світу 2008 року з автоперегонів у класі Формула-1, відбувся з 6 по 8 червня на автодромі імені Жиля Вільнева (Монреаль, Канада). Перемогу в цьому гран-прі вперше святкував Роберт Кубіца, пілот команди «Заубер-БМВ», перший поляк у Формулі-1. Ця перемога стала також першою і для стайні «Заубер-БМВ», яка крім цього завоювала і перший дубль, адже друге місце посів Нік Хайдфельд. Третє місце зайняв ветеран серії Девід Култхард з команди «Ред Булл», для якого цей поул став 62-м у кар'єрі, але першим за останні два сезони, до того ж, він заробив перші очки у цьому сезоні, який розпочався досить невдало для шотландця. Для стайні «Ред Булл» цей подіум став третім у історії.

## Класифікація

### Кваліфікація
|    | Пілот               | Команда            | 1 частина  | 2 частина | 3 частина  |
| -- | ------------------- | ------------------ | ---------- | --------- | ---------- |
| 1  | Льюїс Хемілтон      | Макларен-Мерседес  | 1:16.909   | 1:17.034  | 1:17.886   |
| 2  | Роберт Кубіца       | Заубер-БМВ         | 1:17.471   | 1:17.679  | 1:18.498   |
| 3  | Кімі Ряйкконен      | Феррарі            | 1:17.301   | 1:17.364  | 1:18.735   |
| 4  | Фернандо Алонсо     | Рено               | 1:17.415   | 1:17.488  | 1:18.746   |
| 5  | Ніко Росберг        | Вільямс-Тойота     | 1:17.991   | 1:17.891  | 1:18.844   |
| 6  | Феліпе Масса        | Феррарі            | 1:17.231   | 1:17.353  | 1:19.048   |
| 7  | Хейкі Ковалайнен    | Макларен-Мерседес  | 1:17.287   | 1:17.684  | 1:19.089   |
| 8  | Нік Хайдфельд       | Заубер-БМВ         | 1:18.082   | 1:17.781  | 1:19.633   |
| 9  | Рубенс Барікелло    | Хонда              | 1:18.256   | 1:18.020  | 1:20.848   |
| 10 | Марк Веббер         | Ред Булл-Рено      | 1:17.582   | 1:17.523  | немає часу |
| 11 | Тімо Глок           | Тойота             | 1:18.321   | 1:18.031  |            |
| 12 | Кадзукі Накадзіма   | Вільямс-Тойота     | 1:17.638   | 1:18.062  |            |
| 13 | Девід Култхард      | Ред Булл-Рено      | 1:18.168   | 1:18.238  |            |
| 14 | Ярно Труллі         | Тойота             | 1:18.039   | 1:18.327  |            |
| 15 | Нельсон Піке (мол.) | Рено               | 1:18.505   | 1:18.393  |            |
| 16 | Себастьєн Бурде     | Торо Россо-Феррарі | 1:18.916   |           |            |
| 17 | Адріан Сутіл        | Форс Індія-Феррарі | 1:19.108   |           |            |
| 18 | Джанкарло Фізікелла | Форс Індія-Феррарі | 1:19.165   |           |            |
| 19 | Дженсон Баттон      | Хонда              | 1:23.565   |           |            |
| 20 | Себастьян Феттель   | Торо Россо-Феррарі | немає часу |           |            |

### Перегони

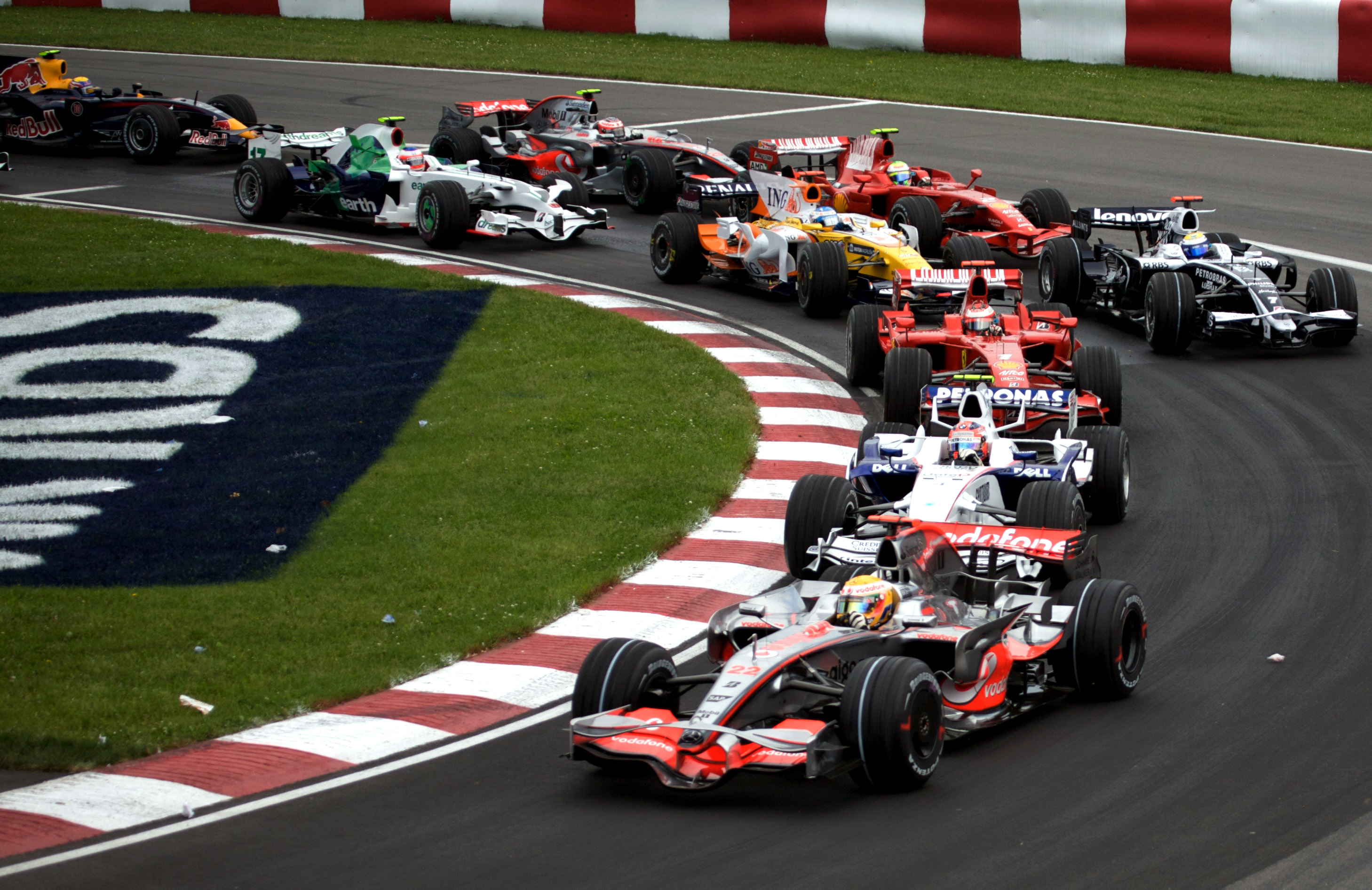
Перше коло перегонів, другий поворот. Попереду Хемілтон, далі: Кубіца, Ряйкконен, Росберг, Алонсо, Масса, Ковалайнен, Барікелло, Веббер.

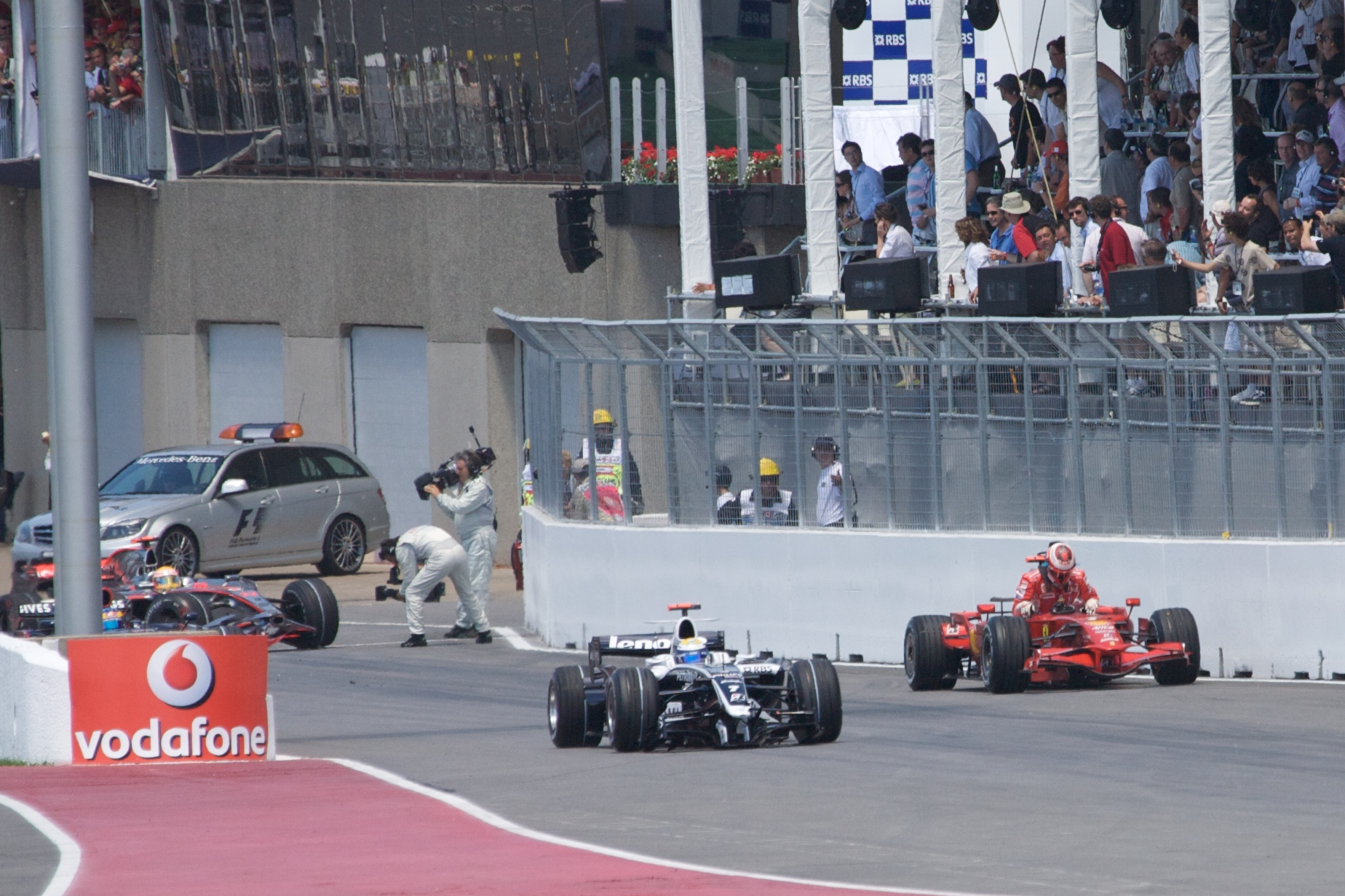
Після зіткнення на піт-лейн: Хемілтон, Росберг, Ряйкконен.

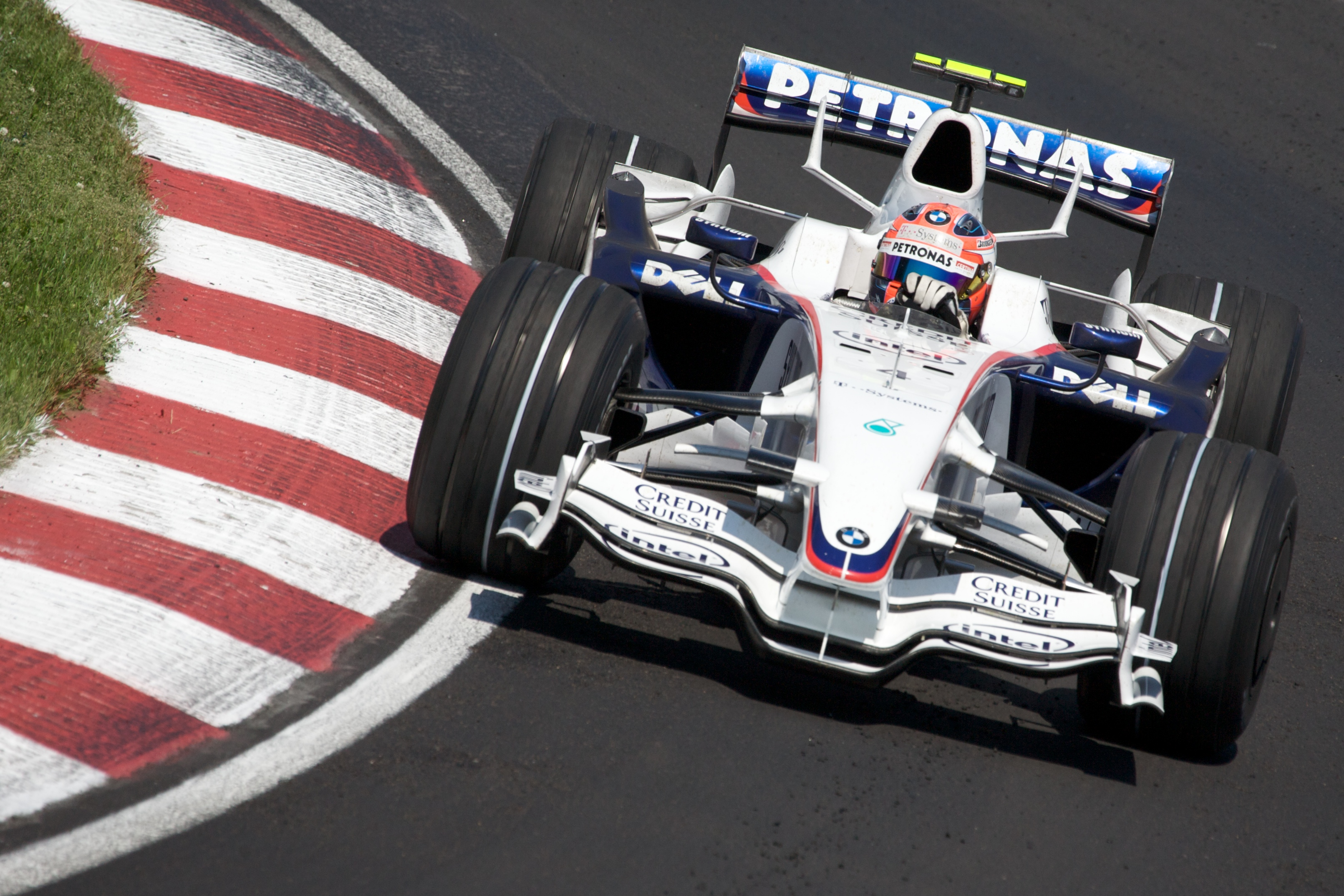
Переможець Гран-прі Канади 2008, Роберт Кубіца.

|      | Пілот               | Команда            | Кіл | Час         | Старт | Очок |
| ---- | ------------------- | ------------------ | --- | ----------- | ----- | ---- |
| 1    | Роберт Кубіца       | Заубер-БМВ         | 70  | 1:36:24.447 | 2     | 10   |
| 2    | Нік Хайдфельд       | Заубер-БМВ         | 70  | +16.4       | 8     | 8    |
| 3    | Девід Култхард      | Ред Булл-Рено      | 70  | +23.3       | 13    | 6    |
| 4    | Тімо Глок           | Тойота             | 70  | +42.6       | 11    | 5    |
| 5    | Феліпе Масса        | Феррарі            | 70  | +43.9       | 6     | 4    |
| 6    | Ярно Труллі         | Тойота             | 70  | +47.7       | 14    | 3    |
| 7    | Рубенс Барікелло    | Хонда              | 70  | +53.5       | 9     | 2    |
| 8    | Себастьян Феттель   | Торо Россо-Феррарі | 70  | +54.1       | 19    | 1    |
| 9    | Хейкі Ковалайнен    | Макларен-Мерседес  | 70  | +54.4       | 7     |      |
| 10   | Ніко Росберг        | Вільямс-Тойота     | 70  | +57.7       | 5     |      |
| 11   | Дженсон Баттон      | Хонда              | 70  | +67.5       | 20    |      |
| 12   | Марк Веббер         | Ред Булл-Рено      | 70  | +71.2       | 10    |      |
| 13   | Себастьєн Бурде     | Торо Россо-Феррарі | 69  | +1 коло     | 18    |      |
| схід | Джанкарло Фізікелла | Форс Індія-Феррарі | 51  | аварія      | 17    |      |
| схід | Кадзукі Накадзіма   | Вільямс-Тойота     | 46  | аварія      | 12    |      |
| схід | Фернандо Алонсо     | Рено               | 44  | аварія      | 4     |      |
| схід | Нельсон Піке (мол.) | Рено               | 39  | гальма      | 15    |      |
| схід | Кімі Ряйкконен      | Феррарі            | 19  | аварія      | 3     |      |
| схід | Льюїс Хемілтон      | Макларен-Мерседес  | 19  | аварія      | 1     |      |
| схід | Адріан Сутіл        | Форс Індія-Феррарі | 13  | аварія      | 16    |      |

Найшвидше коло: Кімі Ряйкконен — 1:17.387.
Кола лідирування: Роберт Кубіца — 29 (42-70), Льюїс Хемілтон — 18 (1-18), Нік Хайдфельд — 10 (19-28), Рубенс Барікелло — 7 (29-35), Тімо Глок — 3 (39-41), Ярно Труллі — 2 (37-38), Девід Култхард — 1 (36).